# Kurfürst Joachim I. von Brandenburg (Lucas Cranach der Ältere)
Das Gemälde Kurfürst Joachim I. von Brandenburg ist ein Werk von Lucas Cranach dem Älteren, das den Kurfürsten Joachim I. von Brandenburg zeigt. Es ist ein Tafelgemälde auf Buchenholz von 1529, das sich in der Gemäldesammlung des Jagdschlosses Grunewald in Berlin befindet.

## Beschreibung
Auf dem 52,4 cm × 35,8 cm großen Gemälde ist Kurfürst Joachim I. von Brandenburg als Halbfigur vor dunklem Hintergrund dargestellt. Er trägt einen Rock aus dunkelrotem Damast und weißem Granatapfelmuster, der pelzgefüttert ist. Unter dem Rock ist er mit einem orange-roten Wams bekleidet, das eine reiche Perlenstickerei in Form von Akanthusranken und einem Zackenmotiv aufweist. In seinen Händen hält er einen Rosenkranz. Auf seinen Fingern stecken mehrere Ringe.
Das Gesicht des Kurfürsten ist kräftig modelliert. Die leuchtend hellen Gesichtspartien des insgesamt dunkel wirkenden Bildes verleihen dem Regenten einen Ausdruck von Willensstärke. Gleichzeitig zeigt er eine nach innen gekehrte Haltung, da er in seinen Händen einen Rosenkranz wie im Gebet hält. Bei dem Gemälde könnte es sich um den linken Flügel eines Diptychons oder Triptychons handeln. Zum Bild besteht eine Variante, die sich in der Staatsgalerie Aschaffenburg befindet. In dieser Variante wird Joachim I. mit einem weitausladenden Federbarett auf dem Kopf und einem Siegelring in herrschaftlicher Pose gezeigt. Untersuchungen zufolge sind die Gesichter in beiden Gemälden fast deckungsgleich, so dass ein direkter Entstehungszusammenhang vermutet wird.
Das Gemälde wurde 1902 von Kaiser Wilhelm II. aus Frankfurter Privatbesitz für das Hohenzollernmuseum erworben. Heute steht es im Eigentum von Georg Friedrich Prinz von Preußen als Chef des Hauses Hohenzollern. Besitzer ist die Stiftung Preußische Schlösser und Gärten Berlin-Brandenburg.